# Receptory kannabinoidowe

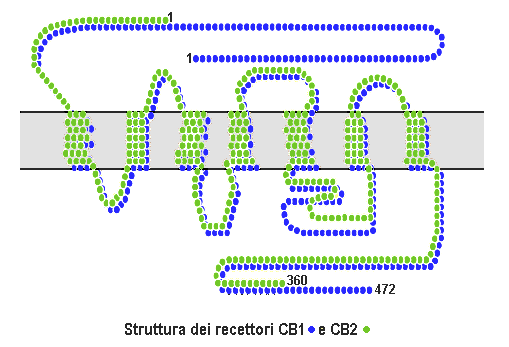
Struktury CB_{1} i CB_{2}

Receptory kannabinoidowe – grupa receptorów sprzężonych z białkami G, których ligandy znane są jako kannabinoidy. Dotychczas poznano dobrze ich dwa typy: CB1 i CB2; prawdopodobne jest istnienie również innych typów. Są one częścią układu endokannabinoidowego. 

## Budowa
Każdy z receptorów obu typów składa się z pojedynczego łańcucha polipeptydowego z siedmioma hydrofobowymi domenami transbłonowymi TM I-TM VII, które przechodzą przez błonę komórkową. 
Sekwencje białkowe CB1 i CB2 są w około 44% podobne. Jedynie w regionach transbłonowych podobieństwo aminokwasów pomiędzy receptorami sięga w przybliżeniu 68%.

## CB1
Receptory kannabinoidowe typu 1 występują głównie w rejonach mózgu takich jak móżdżek czy jądra podstawne. Oddziaływanie ligandów CB1 na komórki struktur związanych z kontrolą pobierania pokarmu czy regulacją odczuwania bólu przez receptory kannabinoidowe typu 1 wiąże się głównie z regulacją łaknienia, motywacji do jedzenia oraz odczuwania bólu.

## CB2
Receptory kannabinoidowe typu 2 występują głównie w obwodowym układzie nerwowym. Oddziaływanie ligandów CB2 na komórki układu odpornościowego przez receptory kannabinoidowe typu 2 wiąże się głównie z regulacją procesów odpowiedzi immunologicznej.